# Diocesi di Vadesi
La diocesi di Vadesi (in latino Dioecesis Vadesitana) è una sede soppressa e sede titolare della Chiesa cattolica.

## Storia
Vadesi, nell'odierna Algeria, è un'antica sede episcopale della provincia romana di Numidia.
Nelle fonti antiche il toponimo riporta diverse varianti: Baiesitana, Undesitana e Vadesitana, tutti riconducibili alla sede episcopale della Numidia, di cui sono noti tre vescovi. Alla conferenza di Cartagine del 411, che vide riuniti assieme i vescovi cattolici e donatisti dell'Africa, parteciparono Fortunato e il donatista Cresconio. La lettera sinodale del concilio antipelagiano celebrato a Milevi nel 416 è sottoscritta da un vescovo di nome Fortunato, senza indicazione della sede di appartenenza: potrebbe essere il vescovo di Vadesi, oppure l'omonimo vescovo di Case Calane.
Terzo vescovo noto di questa diocesi è Annibonio, il cui nome appare al 98º posto nella lista dei vescovi della Numidia convocati a Cartagine dal re vandalo Unerico nel 484; Annibonio, come tutti gli altri vescovi cattolici africani, fu condannato all'esilio.
Dal 1933 Vadesi è annoverata tra le sedi vescovili titolari della Chiesa cattolica; dal 18 luglio 2023 il vescovo titolare è Albert Matta Bahhuth, vescovo ausiliare di Los Angeles.

## Cronotassi

### Vescovi residenti
- Fortunato † (prima del 411 - dopo il 416 ?)
  - Cresconio † (menzionato nel 411) (vescovo donatista)
- Annibonio † (menzionato nel 484)

### Vescovi titolari
- Manuel Martín del Campo Padilla † (10 giugno 1965 - 7 febbraio 1970 succeduto arcivescovo di Morelia)
- François-Xavier Nguyễn Văn Thuận † (24 aprile 1975 - 21 febbraio 2001 nominato cardinale diacono di Santa Maria della Scala)
- Guillermo Dela Vega Afable (21 aprile 2001 - 24 aprile 2002 nominato vescovo coadiutore di Digos)
- Lucas Kim Woon-hoe (Un-hoe) (12 ottobre 2002 - 28 gennaio 2010 nominato vescovo di Ch'unch'on)
- Adolfo Miguel Castaño Fonseca (22 giugno 2010 - 28 settembre 2019 nominato vescovo di Azcapotzalco)
- Albert Matta Bahhuth, dal 18 luglio 2023